# Kōhoku
Kōhoku (jap. 江北町 Kōhoku-machi) – miasto w Japonii, na wyspie Kiusiu, w prefekturze Saga. Według danych na rok 2020 miejscowość zamieszkiwało 9 566 mieszkańców , a gęstość zaludnienia wyniosła 390,6 os./km².